# Гюнтер Унферцагт
Гюнтер Унферцагт (нім. Günter Unverzagt; 3 травня 1921, Оффенбах-на-Майні — 30 березня 1945, Норт-Мінч) — німецький офіцер-підводник, оберлейтенант-цур-зее крігсмаріне.

## Біографія
1 грудня 1939 року вступив на флот. З травня 1941 по січень 1942 року пройшов курс підводника. В січні-вересні 1942 року — командир взводу 2-ї навчальної дивізії підводних човнів. З 18 листопада 1942 року — 1-й вахтовий офіцер на підводному човні U-307. В січні-червні 1944 року пройшов курс командира човна. З 7 червня 1944 року — командир U-965, на якому здійснив 6 походів (разом 121 день в морі). 30 березня 1945 року U-965 був потоплений в Норт-Мінчі глибинними бомбами британських фрегатів «Конн» і «Руперт». Всі 51 члени екіпажу загинули.

## Звання
- Кандидат в офіцери (1 грудня 1939)
- Морський кадет (1 травня 1940)
- Фенріх-цур-зее (1 листопада 1940)
- Оберфенріх-цур-зее (1 листопада 1941)
- Лейтенант-цур-зее (1 травня 1942)
- Оберлейтенант-цур-зее (1 грудня 1943)